# Liste ottonischer Bauwerke
Liste von (zumindest teilweise) erhaltenen ottonischen Bauwerken in Mitteleuropa (10. bis Anfang 11. Jahrhundert).

## Deutschland

### Baden-Württemberg
- Mauritiusrotunde in Konstanz (nach 940)
- St. Georg (Reichenau-Oberzell) (um 900–1000)
- Westtürme des Ritterstifts, Wimpfen im Tal
- St. Cyriak in Sulzburg
- Glöcklehofkapelle St. Ulrich in Bad Krozingen

### Bayern
- Regensburg, Kloster Sankt Emmeram, Außen-Krypta, 978-80
- Regensburg, Stiftskirche zur Alten Kapelle, Langhauswände und Pfeiler, 1004 vollendet
- Regensburg, Erhardi-Kapelle, 2. Hälfte 10. Jh.
- Regensburg, Kloster Obermünster, um 1010 (außer Westwerk)
- Regensburg, Dompfarrkirche Niedermünster (Bau von 1152) (heute document niedermünster), nur archäologisch (2. bis 10. Jh.), 947–955
- Wiffertshausen, St. Stephanus, äußere Nord- und Südwand, innen Westwand, nach 955
- Frauenchiemsee, Torhalle, Anfang 11. Jh.
- Augsburg, St. Moritz Ostquerschiff, ab 1020
- Augsburg, St. Godehard, West-, Nord- und Ostwand, spätes 10. Jh.
- Augsburg, Dom: Krypta, Querhaus, und Langhaus. Baubeginn um 995 (Annales Augustani), Abschluss des Obergadens um ca. 1006 (dendrochronologisch datierte Gerüstbalkenreste)

### Hessen
- Westbau der ehemaligen Stiftskirche Oberkaufungen
- Fulda, Obergeschoss der Michaelskirche
- Fulda Neuenberg, St.-Andreas-Kirche

### Niedersachsen
- Michaeliskirche in Hildesheim
- St. Vitus in Heeslingen
- Teile des Westbaus der Stiftskirche St.Cosmas und Damian, Wunstorf
- Kloster Möllenbeck (Rinteln), westliche Flankentürme und Krypta 10. Jahrhundert

### Nordrhein-Westfalen
- Essener Münster
- (Essen-Werden), St. Ludgerus, Westbau
- Essen-Werden, St. Lucius und Grundmauern St. Clemens
- St. Pantaleon (Köln)
- St. Martin (Zyfflich)
- Kornelimünster, St. Stephan (auf dem Berge)
- Bartholomäuskapelle (Paderborn)
- Vreden, ehem. Stiftskirche St. Georg, im Inneren Reste Bau II E. 10. Jh. und Bau III um 1015
- Freckenhorst, Stiftskirche St. Bonifatius, Westwerk vor 1000
- Soest, St. Patrokli, Querschiff um 960/vor 1000
- Ahrdorf (Blankenheim-), St. Hubertus, Nord- und Südwand, um 970
- Kleinbüllesheim, St. Peter und Paul, Pfeiler im Inneren um 1000 (oder später)
- Muffendorf, St. Martin, West- und Südwand, 10./11. Jh.
- Vlatten (Heimbach), St. Dionysius, Turm- und Mittelschiff, vor 1000

### Rheinland-Pfalz
- Ostbau des Mainzer Domes
- Krypta von St. Peter in Worms-Hochheim
- Mauerwerk von Haus Korbisch in Treis-Karden (um 941)

### Sachsen-Anhalt
- Vorgänger und Reste des Domes in Zeitz
- Stiftskirche St. Cyriakus (Gernrode), wichtigstes Bauwerk des 10. Jahrhunderts in Deutschland
- Krypta von St. Wiperti in Quedlinburg
- Confessio und Wegekapelle der Stiftskirche St. Servatius in Quedlinburg
- Reste des Klosters St. Maria auf dem Münzenberg in Quedlinburg
- Reste des Marienklosters in Memleben
- Teile von Burg Querfurt
- Stiftskirche Walbeck
- Teile des Stifts Drübeck
- Friedhofskapelle Bebertal

### Thüringen
- Cyriakskirche in Camburg
- Stadtkirche in Meiningen, Teile des Fundaments und Unterbau des Nordturms
- Umbauten an der Wehrkirche St. Michael in Rohr (Thüringen)

## Belgien
- St. Gertrude in Nivelles

## Frankreich
- Abteikirche St-Pierre-aux-Nonnains, Metz
- Alter Dom Notre-Dame-la-Ronde (um 1220 im gotischen Stil wiedererbaut), Metz
- Abteikirche Saint-Trophime, Eschau südlich von Straßburg
- Kirchen Dompeter und St. Ulrich in Avolsheim
- Kathedrale von Verdun

## Italien
- Baptisterium und Basilika in Galliano

## Schweiz
- Kirche Amsoldingen
- Ehemalige Kollegiatkirche in St-Imier